# United States Homeland Security Council
Das United States Homeland Security Council ist ein Organ im Executive Office of the President of the United States, das den Präsidenten in Fragen der Inneren Sicherheit beraten soll.

## Geschichte

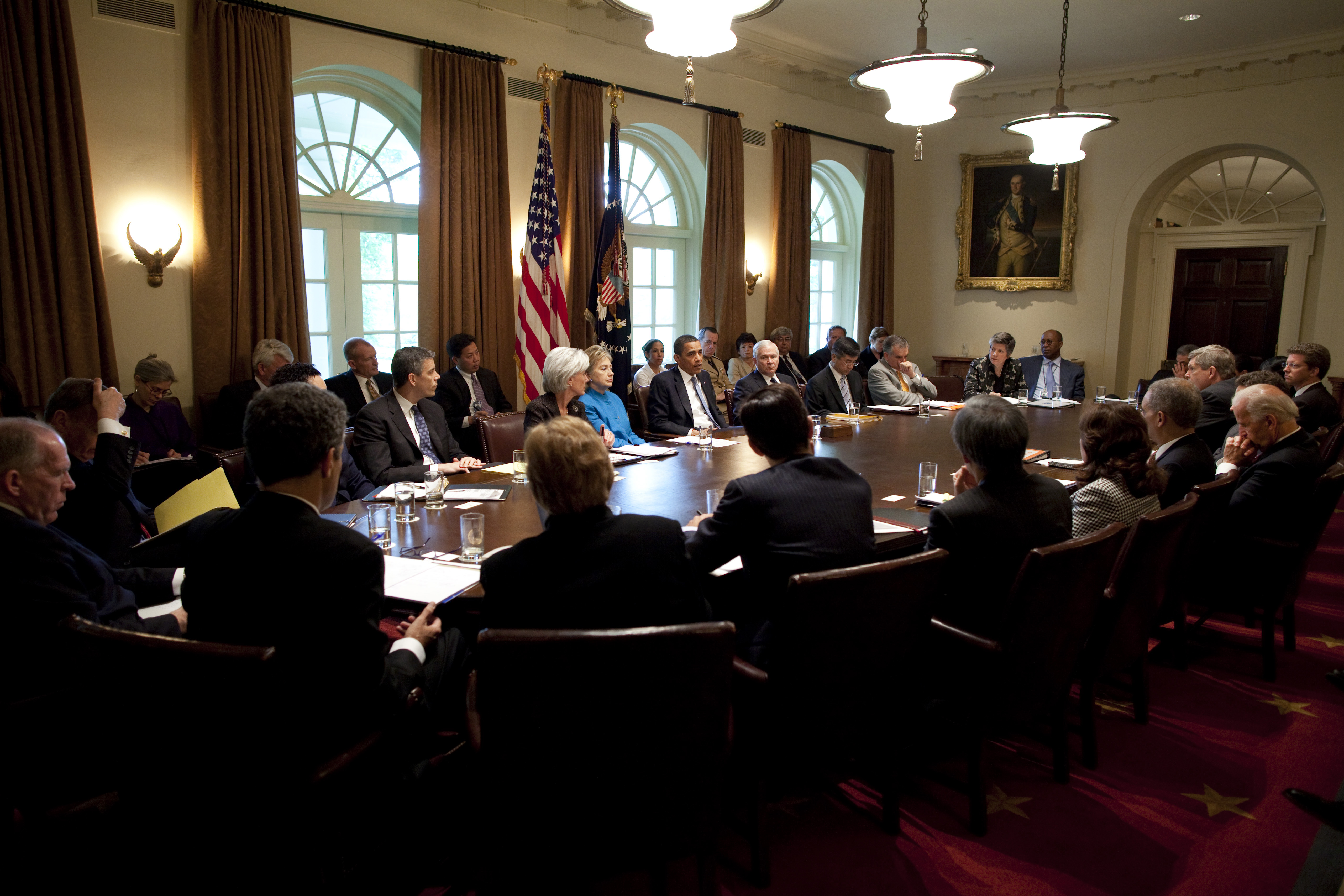
Präsident Barack Obama bei einer Besprechung des Homeland Security Council im Cabinet Room des Weißen Hauses anlässlich der Schweinegrippe-Pandemie 2009

Das United States Homeland Security Council wurde als eine der Reaktionen auf die Terroranschläge am 11. September 2001 mit der Executive Order 13228 am 29. Oktober 2001 geschaffen. Das Homeland Security Council besteht neben dem bereits 1947 begründeten United States National Security Council, das für außenpolitische Fragen zuständig ist.

## Mitglieder
| Aufbau des United States Homeland Security Council (aktuell) | Aufbau des United States Homeland Security Council (aktuell) |
| ------------------------------------------------------------ | --- |
| Vorsitz                                                      | Präsident der Vereinigten Staaten |
| Reguläre Mitglieder                                          | Vizepräsident der Vereinigten Staaten Außenminister Finanzminister Verteidigungsminister Attorney General Secretary of Energy Secretary of Homeland Security Nationaler Sicherheitsberater Homeland Security Advisor Ständiger Vertreter bei den Vereinten Nationen |
| Mitglieder qua Amt aus Militär und Geheimdienst              | Chairman of the Joint Chiefs of Staff, Director of National Intelligence |
| Weitere Teilnehmer                                           | White House Chief of Staff White House Counsel Director of the Office of Management and Budget |